# Martin Štrba (Kameramann)

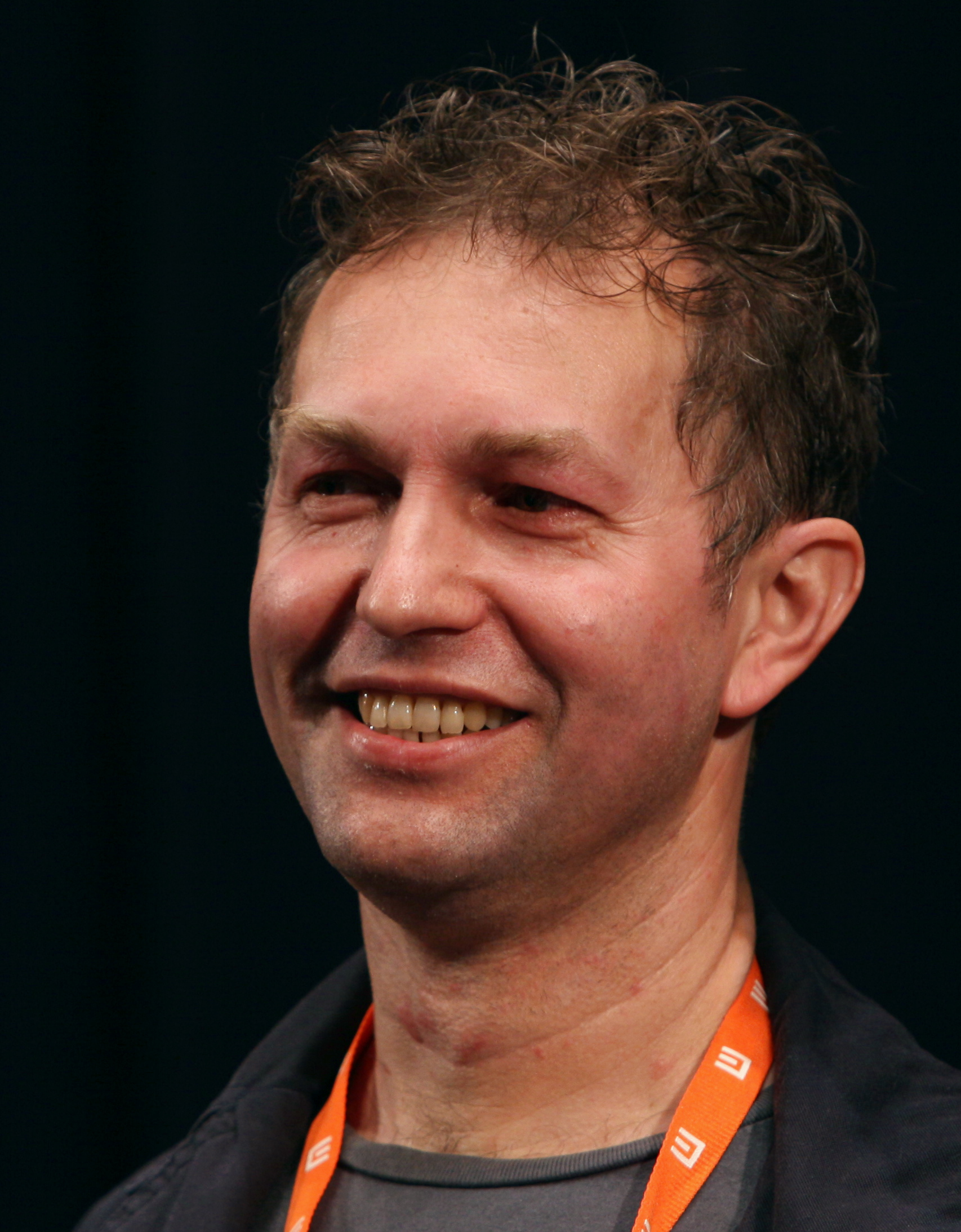
Martin Štrba (2009)

Martin Štrba (* 26. August 1961 in Levice, Tschechoslowakei) ist ein slowakischer Kameramann.

## Biografie
Martin Štrba wurde von 1976 bis 1980 in Bratislava als Fotograf ausgebildet. Anschließend studierte er an der Film- und Fernsehfakultät der Akademie der Musischen Künste, wo er 1985 sein Diplom als Kameramann erhielt. Mit dem von Martin Sulík inszenierten Drama Die Zärtlichkeit debütierte Štrba als Kameramann für einen Spielfilm. Für den slowakischen Sulík selbst, ebenso für den tschechischen Regisseur Vladimír Michálek drehte er anschließend mehrere Filme.
Im Sommer 2021 wurde Štrba Mitglied der Academy of Motion Picture Arts and Sciences.

## Filmografie (Auswahl)
- 1992: Die Zärtlichkeit (Neha)
- 1993: Alles was ich mag (Vsetko co mam rad)
- 1995: Der Garten (Záhrada)
- 1998: Der Bastard muss sterben (Je treba zabít Sekala)
- 2000: Krähwinkel (Krajinka)
- 2001: Frühling im Herbst (Babí léto)
- 2003: Treulose Spiele (Neverné hry)
- 2004: Europäische Visionen (Visions of Europe)
- 2008: Die Kinder der Nacht (Deti noci)
- 2013: Burning Bush – Die Helden von Prag (Hořící keř)
- 2016: Der Verrat von München (Masaryk)
- 2018: Dolmetscher (The Interpreter)
- 2020: Charlatan
- 2020: The Man with Hare Ears

## Auszeichnungen und Nominierungen
Český lev
- 2018: Nominierung für die Beste Kamera (Dolmetscher)[2][3]
- 2021: Nominierung für die Beste Kamera (Charlatan)[4]